# Olympische Winterspiele 2010/Teilnehmer (Monaco)
| Gelbes Symbol für Goldmedaillen mit stilisierten Olympischen Ringen | Graues Symbol für Silbermedaillen mit stilisierten Olympischen Ringen | Braundes Symbol für Bronzemedaillen mit stilisierten Olympischen Ringen |
| ------------------------------------------------------------------- | --------------------------------------------------------------------- | ----------------------------------------------------------------------- |
| —                                                                   | —                                                                     | —                                                                       |

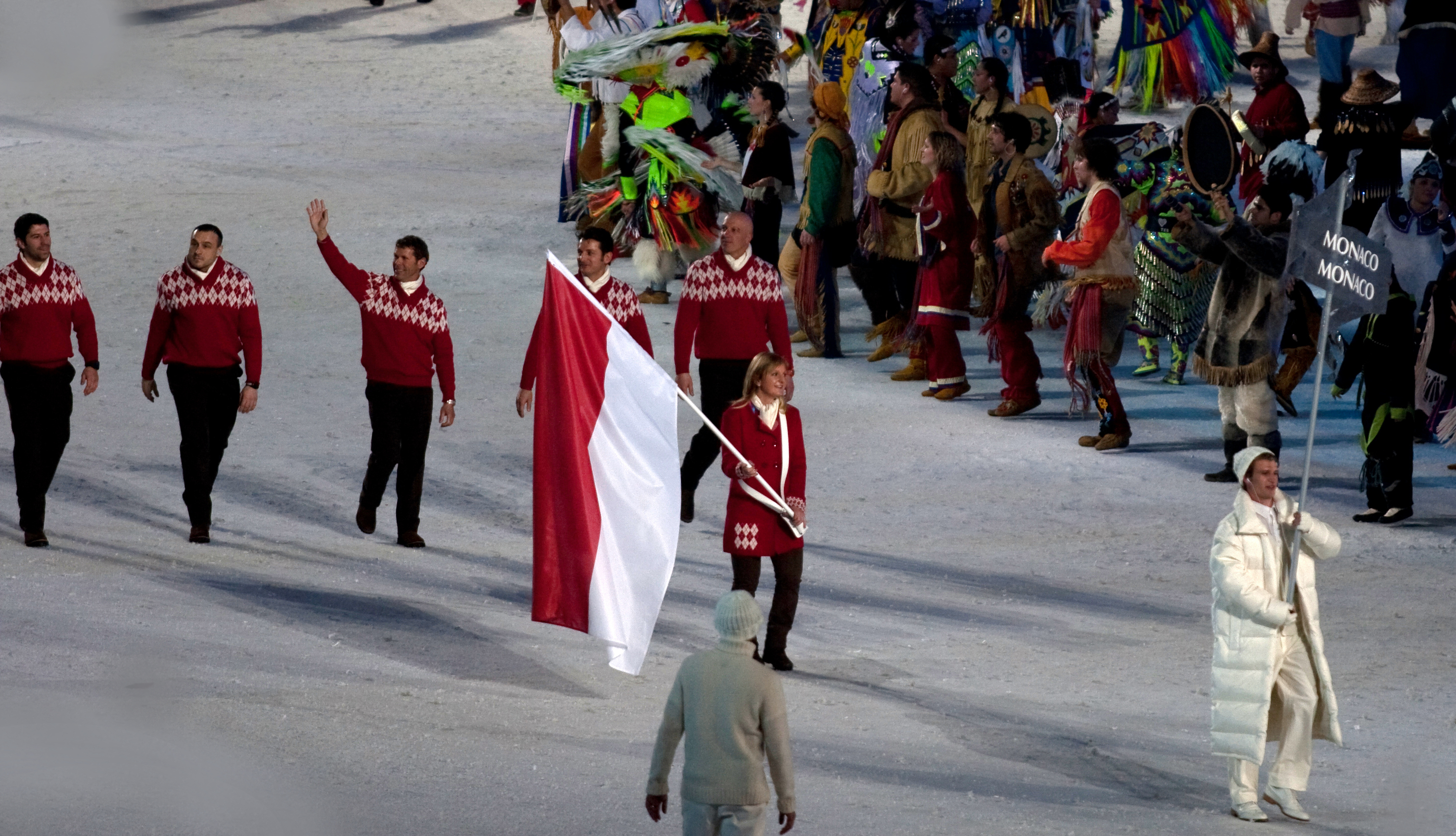
Einmarsch der monegassischen Delegation

Monaco nahm an den Olympischen Winterspielen 2010 im kanadischen Vancouver mit drei Sportlern in zwei Sportarten teil.

## Teilnehmer nach Sportarten

### Bob
Männer
- Sébastien Gattuso / Patrice Servelle
Zweierbob: 19. Platz

### Ski Alpin
Frauen
- Alexandra Coletti
Abfahrt: 24. Platz
Super-G: 25. Platz
Super-Kombination: 19. Platz
Riesenslalom: ausgeschieden